# Archangelskoje (Tula, Kamenski)
Archangelskoje (russisch Арха́нгельское) ist ein Dorf (selo) in der Oblast Tula in Russland mit 2391 Einwohnern (Stand 14. Oktober 2010).

## Geographie
Der Ort liegt etwa 100 km Luftlinie südlich des Oblastverwaltungszentrums Tula, etwa 7 km von der Grenze zur Oblast Orjol entfernt, am Oberlauf der Kamenka, die 15 km östlich von rechts in den rechten Don-Nebenfluss Krassiwaja Metscha mündet.
Archangelskoje ist Verwaltungssitz des Rajons Kamenski und Sitz des „munizipalen Gebildes“ Munizipalnoje obrasowanije Archangelskoje mit dem Status einer Landgemeinde (selskoje posselenije), zu dem weitere 52 weitere Dörfer gehören. Sieben der Dörfer haben mehr als 100 Einwohner: Jasykowo (9 km nordwestlich), Kadnoje (16 km ostnordöstlich, das größte mit 540 Einwohnern), Kresty (15 km nordöstlich), Moltschanowo (16 km nordwestlich), Schischkowka (nördlich anschließend), Sitowo (12 km nordöstlich) und Zyganowka (5 km südwestlich); 17 Dörfer haben mindestens 10 Einwohner, 16 unter 10 Einwohner und 12 keine ständigen Einwohner (Stand 2010).

## Geschichte
Das Dorf wurde erstmals 1696 unter dem Namen Grjasnoje urkundlich erwähnt. Es lag in dieser Zeit im Bereich der Belgoroder Verhaulinie. 1771 ließ die Besitzerfamilie Swetschin im Dorf eine Kirche errichten und benannte das Dorf nach dem Namen der Kirche um (von russisch archangel für Erzengel; der Ursprungsname bedeutete „schmutzig“). Ab 1777 gehörte das Dorf zum Ujesd Jefremow der Statthalterschaft Tula, ab 1796 des Gouvernements Tula. Es war Teil des Dolgoleskowskaja wolost mit Sitz im etwa vier Kilometer südwestlich gelegenen, heute unbedeutenden Dorf Dolgije Leski (heute Teil der Landgemeinde Archangelskoje, 44 Einwohner 2010).
Mit Einführung der Rajongliederung – im Gouvernement Tula zunächst noch innerhalb der Ujesde – kam Archangelskoje im Mai 1924 zum Kamenski rajon mit Sitz im gut 10 km südöstlich gelegenen, namensgebenden Dorf Kamenka (heute Kamenskoje). Mit der Auflösung der Ujesde 1926 wurde der Rajon dem Gouvernement direkt unterstellt, und mit Gründung der – weitaus größeren als gegenwärtig – Oblast Moskau kam er 1929 zu deren Okrug Tula. Zugleich wurde der Rajonverwaltungssitz nach Archangelskoje verlegt; der Rajonname wurde beibehalten.
Im Zweiten Weltkrieg wurde Archangelskoje am 14. November 1941 von der deutschen Wehrmacht besetzt und am 20. Dezember 1941 von der Roten Armee an der Südflanke ihrer Gegenoffensive im Rahmen der Schlacht um Moskau zurückerobert.
Von 1962 bis 1965 war der Rajon vorübergehend aufgelöst und sein Territorium dem Jefremowski rajon angegliedert.

### Bevölkerungsentwicklung
| Jahr | Einwohner |
| ---- | --------- |
| 1939 | 401       |
| 1959 | 515       |
| 1970 | 951       |
| 1979 | 1857      |
| 1989 | 2956      |
| 2002 | 2768      |
| 2010 | 2391      |

Anmerkung: Volkszählungsdaten

## Verkehr
Am Dorf vorbei führt die Regionalstraße 70K-165 vom westlich benachbarten Rajonzentrum Tschern an der föderalen Fernstraße M2 Krim durch den Süden der Oblast zur knapp 20 km östlich verlaufenden Regionalstraße 70K-125, die ebenfalls von der M2 nach Jefremow führt. In südlicher Richtung zweigt die 70K-166 ins gut 20 km entfernte Dorf Galiza an der Verbindung Orjol – Jefremow ab (ehemals Teil der R120).
Die nächstgelegene Bahnstation befindet sich etwa 30 km südöstlich in Jefremow an der Strecke Moskau – Jelez – Waluiki.